# تولیمو
تولیمو (به انگلیسی: the Test of Language by the Iranian Measurement Organizations) (اختصاری TOLIMO) یک آزمون زبان انگلیسی است که در ایران و از طرف سازمان سنجش آموزش کشور برگزار می‌شود. بیشتر متقاضیان این آزمون را داوطلبان دکتری تشکیل می‌دهند زیرا داشتن نمره زبان (تولیمو، تافل، MCHE یا…) برای قبولی در آزمون دکترا لازم است.
محدوده نمره تولیمو از ۳۱۰ تا ۶۷۷ می‌باشد. این آزمون شامل 105 سؤال چهارگزینه‌ای و یک سؤال در بخش نوشتاری (مدت پاسخگویی ۳۰ دقیقه)، ساختار و نوشتار زبانی (35 سؤال و مدت پاسخگویی 22 دقیقه)، خواندن و درک مطلب (35 سؤال و مدت پاسخگویی 40 دقیقه) و درک مطلب شفاهی (35 سؤال و مدت پاسخگویی 18 دقیقه) است. نمره هر قسمت آزمون در مقیاس معمول محاسبه و ده برابر میانگین این نمرات به عنوان نمره کل منظور می‌شود. دامنه نمره کل از ۳۱۰ تا ۶۷۷ است. نمره بالاتر از ۶۰۰ عالی، بین ۵۲۰ تا ۵۹۹ خوب، بین ۴۸۰ تا ۵۱۹ متوسط و کمتر از ۴۷۹ ضعیف تلقی می‌شود. لازم است ذکر شود که بخش نوشتاری نمره جداگانه دارد و نمره آن بین ۱ الی ۶ می‌باشد که در کنار نمره کل در کارنامه درج می‌شود و محدودهٔ سنی ندارد.

## ساختار آزمون
در جلسه آزمون تولیمو، به هر یک از شرکت‌کنندگان، یک سیستم داده می‌شود پاسخ سؤالات چندگزینه‌ای را در پاسخنامه الکترونیکی مشخص نمایند.
در آخر یک سؤال تشریحی نوشتاری (writing) است که داوطلب ۳۰ دقیقه فرصت دارد پاسخ را در همان صفحه الکترنیکی بنویسد.
| عنوان بخش آزمون           | تعداد سؤالات | زمان پاسخ‌دهی |
| بخش شنیداری               | 35 پرسش      | 18 دقیقه     |
| بخش ساختار و نوشتار زبانی | 35 پرسش      | 22 دقیقه     |
| درک مطلب                  | 35 پرسش      | 40 دقیقه     |
| کل                        | 105 پرسش     | 80 دقیقه     |